# Akromatske boje
Akromatske boje su crna, bijela, i svi tonovi sive.
Akromatske boje nazivaju se i neboje, da bi ih se razlikovalo od kromatskih (grč. Chroma - boja).